# المطار (أولاد الحاج سايس)
المطار هو دُوَّار يقع بجماعة أولاد الطيب، عمالة فاس، جهة فاس مكناس في المملكة المغربية. ينتمي الدوّار لمشيخة أولاد الحاج سايس التي تضم 28 دوار. يقدر عدد سكانه بـ 44 نسمة حسب الإحصاء الرسمي للسكان والسكنى لسنة 2004.

## روابط خارجية
- البوابة الوطنية للجماعات الترابية
- المندوبية السامية للتخطيط